# Graphème
Ne doit pas être confondu avec graphène.
En linguistique, un graphème est la plus petite unité écrite d'un phonème.
A contrario, un phonème est la plus petite unité sonore d'un graphème.

## En linguistique
C'est l’unité graphique correspondant en général à l'unité orale qu'est le phonème
(contre-exemple en français le graphème complexe ‹ oi › qui renvoie à deux phonèmes).
Contrairement à l'unité « lettre », le graphème correspond ainsi mieux à la phonologie d'une langue.
Cela est particulièrement visible dans le cas des graphèmes dits « complexes ».
Les graphèmes peuvent se distinguer en deux sous-types :
- graphème simple : graphème composé d'une lettre ;
- graphème complexe : graphème composé de deux ou trois lettres. (exemple des ligatures).

En français, par exemple, le graphème complexe ‹ ou › correspond à un même phonème /u/, le graphème complexe ‹ ch › renvoie au phonème /∫/ (voir l'article Alphabet phonétique international).
Exemples de graphèmes complexes en français : ‹ au ›, ‹ eau ›, ‹ ou ›, ‹ oi ›, ‹ ch ›, ‹ on ›, ‹ an › et tous ceux impliquant une lettre finale silencieuse tels que ‹ op › dans le mot « trop ».
Exemples de graphèmes complexes en anglais : ‹ ea ›, ‹ ee ›, ‹ sh ›, ‹ ch ›, ‹ ow ›, ‹ ai ›.
Selon le type d’écriture, le graphème se réalise visuellement et phonétiquement de diverses manières. Voici un modèle théorique :
- alphabets : un graphème = une lettre (ou un digramme, un trigramme) = un phonème ;
- syllabaires : un graphème = une syllabe ;
- alphasyllabaire : un graphème = une consonne et une voyelle ou un phonème seul ;
- abjad : un graphème = une lettre = une consonne ;
- écriture logographique : un graphème = un logogramme[réf. souhaitée] = un élément graphique représentant un élément concret de la réalité (pictogramme) ou un élément abstrait de la réalité (idéogramme).

Dans la plupart des cas, rien n'indique, dans un logogramme, son signifiant (comment il doit être prononcé). En d'autres termes, c'est la plus petite unité significative du langage comme signe graphique unique qui représente un mot complet, indépendamment de la langue. Exemple, le signe € est le logogramme du mot « euro ».
Historiquement, le graphème représente l’étape-clé entre l’oral et l’écrit.
On peut appliquer, pour savoir si un caractère est un graphème ou non, le même test que pour les sons, à savoir celui des paires minimales :
- en français, ‹ a › et ‹ e › sont des graphèmes puisque « sa » et « se » s’opposent ;
- ‹ a › et ‹ a › ne sont pas des graphèmes car « sa » ne s’oppose ni à « sa » ni à « sa ». Ce sont donc des variantes libres ;
- en revanche, ‹ a › n'est pas le seul graphème associé au phonème /a/ (de car). En effet, par exemple, le mot couenne peut se prononcer parfois /kwan/ et le phonème /a/ y est alors représenté par le digramme < en >. Le graphème < en > représente dans notre écriture actuelle au moins trois sons : les nasales /ɑ̃/ et /ɛ̃/ (comme dans « Agen ») et la voyelle /a/ ou être muet (« ils parlent »).

Parmi les variantes non pertinentes des graphèmes, on compte principalement des variations de mise en forme (gras, italique, etc.), des variantes contextuelles et des variantes conjointes.
De plus, pour qu'une suite de lettres (dans les alphabets) forme un graphème (digramme, trigramme), il faut que cette combinaison soit reliée à un phonème identifiable. Par exemple, et n’est pas un graphème en français puisqu'il se réalise de manières différentes, /e/, /εt/, /ε/ et ne note pas un phonème unique, au contraire de au, qui représente la plupart du temps /o/.

## En psycholinguistique
Un des domaines de la psycholinguistique consiste à comprendre les mécanismes associés à la reconnaissance visuelle de mots, un des processus engagés dans la lecture.
Récemment, Arnaud Rey et ses collaborateurs ont montré que le graphème constitue une des unités sublexicales (plus petites que le mot) activées lors de la lecture d'un mot, et qu'il est plus difficile (et plus lent) d'identifier une lettre insérée dans un graphème complexe que dans un graphème simple.
Ainsi, s'il est demandé aux participants de l'expérience de détecter la présence/absence de la lettre ‹ o ›, il est plus délicat de répondre correctement et rapidement lorsque le mot présenté est COIN (dans lequel la lettre o appartient au graphème complexe ‹ oin ›) par rapport à la condition où le mot présenté est ROBE. Cela peut indiquer une compétition entre le traitement des lettres et le traitement des graphèmes. Lors de la présentation d'un graphème complexe comme ‹ oin ›, chacune des lettres est initialement traitée mais aussi le graphème complexe, ce qui ralentit le traitement. Ces résultats ont été confirmés en français et en anglais et dans des diverses études.

## En sémiologie de l'image
Pour écrire un texte, il faut des lettres qui forment des mots, lesquels se combinent en une phrase. C’est le principe de la double articulation qui permet de combiner un nombre restreint d’éléments de base non significatifs en une multitude d’unités possédant chacune une signification distincte.
Le linguiste français André Martinet a souligné ce trait commun à toutes les langues naturelles (par opposition aux langages formels). L’existence du même système dans le code iconique – l’image – a été démontrée par Claude Cossette dans son ouvrage « Les images démaquillées » publié en 1982. Celui-ci s’appuyait notamment sur la démonstration de Jacques Bertin en 1967 dans son ouvrage « Sémiologie Graphique. Les diagrammes, les réseaux, les cartes », dans lequel il explique qu’il existe un répertoire de six graphèmes, ou plus précisément de familles graphémiques, pour créer des iconèmes : la forme, la valeur, la taille, le grain, l’orientation et la couleur.
Essentiellement, le fonctionnement de la double articulation est le suivant.
Premier niveau, la fonction de distinction :
- pour la parole, un répertoire limité de sons ;
- pour l’écrit, un répertoire limité de lettres ;
- pour l’iconique, un répertoire limité de graphèmes.

Deuxième niveau, la fonction de signification :
- pour la parole et l’écrit, une multitude de mots qui sont formés à partir des sons et des lettres ;
- pour l’iconique une multitude d’iconèmes qui sont formés à partir des graphèmes.

Le principe se poursuit à un troisième niveau, la fonction de sens :
- pour la parole et l’écrit, les mots se combinent pour créer des phrases ;
- pour l’iconique, les iconèmes se combinent pour créer des images.

Enfin, on atteint un quatrième niveau, la fonction de raisonnement :
- pour la parole et l’écrit, les phrases s’agencent dans les différentes formes de discours ;
- pour l’iconique, les images s’agencent dans une mosaïmage (une mosaïque d’images regroupées en un seul ensemble) ou dans des successions ordonnées (sur plusieurs supports fixes ou en animation sur un support unique).

En reconnaissant la logique de la double articulation dans le code iconique, on identifie les graphèmes et les iconèmes comme les deux matériaux de base pour construire des images. Les premiers sont l’équivalent des lettres, c’est-à-dire des éléments qui n’ont guère de signification ni d’existence lorsqu’ils sont considérés individuellement. Par contre, ce sont eux qui rendent possible la création des éléments significatifs que sont les iconèmes. Ceux-ci s’avèrent les mots de l’image, avec tout ce que cela comporte de possibilités créatives, de puissance d’évocation... et de pièges quant à leur signification.
Ainsi, pour décrire un élément visuel, nous pouvons dire qu’il présente telle forme, telle valeur, telle taille, telle orientation, tel grain et telle couleur. Ce sont les variables graphémiques. Pour modifier cet élément, nous pouvons intervenir sur l’une ou l’autre de ces caractéristiques.
Par ailleurs, les graphèmes se chargent d’une dimension supplémentaire, celle de la personnalité propre à leur utilisateur. La comparaison avec la parole est dans ce cas très éclairante. Toutes les personnes utilisent les mêmes sons pour parler. Par exemple, en français il y a quatre voyelles nasales : ɑ̃, comme dans rang, avant ; ɛ̃, comme dans rein, brin, pain ; ɔ̃, comme dans bon, ton ; œ̃, comme dans brun, un. Ce sont les mêmes sons, les phonèmes. Cependant, à l’audition de ces phonèmes, on reconnaît la personne qui parle si elle nous est familière. On peut aussi identifier qu’elle nous est étrangère, mais du même groupe linguistique ou non en raison de son accent.
La façon exacte de créer et d’utiliser les phonèmes est propre à un individu ou à un groupe d’individus. Il en va de même pour les graphèmes. La façon particulière d’utiliser les six variables graphémiques crée le style graphémique qui permet de différencier les images réalisées par Michel-Ange de celles de Picasso, de Van Gogh ou de Lemieux, et ce, de la même manière qu’on reconnaît les voix d’individus particuliers. D’une extrême richesse et d’une subtilité extraordinaire, le style graphémique permet aussi de faire la distinction entre une photo de publicité ou de journal, une œuvre récente et un document ancien, un travail d’amateur et de professionnel.

## En création de noms de marques
La question des graphèmes intervient lorsque l’on questionne le rapport image/son dans la création d’un nom de marque ou d'un slogan afin d’en manipuler consciemment le sens, le son ou l’image.
En effet, ces derniers ont pour principal objectif d’influer sur le comportement du récepteur du message. Pour cela, les publicitaires ont recours à une utilisation particulière des signes. Nous entendons par là que les formes que l’on retrouve dans le système linguistique peuvent y être manipulées morphologiquement et sémantiquement comme dans la plupart des écrits poétiques.
Ainsi le graphème « oo », insolite en français (sauf dans « zoo »), sera très fréquent en anglais (pour noter le son « ou ») et sera porteur d'une indéniable connotation anglo-saxonne.
On peut citer la mode des marques utilisant le graphème « oo » pour noter le son « ou » (Noos, wanadoo, taboo, etc.) ou encore la mode du graphème « k » pour noter le son « qu » (Kelkoo, Kiloutou, Kiri, Kadeos).

## En création typographique
Dans le travail de conception et de dessin de caractères typographiques, le terme « graphème » est utilisé, tout comme le mot « glyphe », pour différencier clairement la forme des caractères, leur son, et la manière de les utiliser.
Cette nuance est très importante lors de la création de polices de caractères disposant d'accentuation peu usitée en France (comme les accents des langues d'Europe de l'Est) : il faut clairement établir, par exemple, la différence entre un Ş (s cédille), utilisé en turc, en kurde et en azéri, et un Ș (s à virgule souscrite) que l'on retrouve dans les alphabets romains et moldaves. Ces deux signes, bien que très proches graphiquement, sont deux graphèmes différents et doivent donc être traités séparément, en lien avec des traditions et usages typographiques singuliers.
On peut également noter qu'une ligature typographique est la fusion de deux graphèmes pour n'en former qu'un seul nouveau. L’esperluette (&) est à l’origine une ligature esthétique de « et » servant d’abréviation. Elle est devenue un véritable logogramme, au même titre que les chiffres dits « arabes ». Selon la langue, on la lira, entre autres, et, y, and ou und.